# Wróg ludu (film)
Wróg ludu – amerykański dramat z 1978 roku na podstawie sztuki Henryka Ibsena pod tym samym tytułem oraz jej adaptacji scenicznej autorstwa Arthura Millera.

## Główne role
- Steve McQueen – Dr Thomas Stockmann
- Bibi Andersson – Catherine Stockmann
- Charles Durning – Peter Stockmann
- Richard Dysart – Aslaksen
- Michael Cristofer – Hovstad
- Michael Higgins – Billing
- Eric Christmas – Morten Kiil
- Robin Pearson Rose – Petra Stockmann
- Richard Bradford – Kapitan Forster
- John Levin – Ejlif Stockmann
- Ham Larsen – Morten Stockmann
- Louise Hoven – Randine

## Fabuła
Małe miasteczko leśne chce wypromować się jako miejsce dla turystów, gdzie są oferowane lecznicze kąpiele w gorących źródłach i obcowanie z naturą. Ale dr Stockmann odkrywa skażenie wody przez ścieki z miejscowej fabryki. Informuje o tym lokalne władze. Te chcą utrzymać w tajemnicy zatrucie wody. Argumentują to zbyt wysokimi kosztami na pozbycie się brudów i dbaniem o reputację miasteczka. Dr Stockmann podejmuje walkę, by uświadomić zagrożenie, ale spotyka się z mieszanymi reakcjami...